# Никонці
Нико́нці —  село в Україні, у Садівській сільській громаді Сумського району Сумської області. Населення становить 57 осіб. До 2020 орган місцевого самоврядування — Садівська сільська рада.

## Населення

### Мова
Розподіл населення за рідною мовою за даними перепису 2001 року:
| Мова       | Кількість | Відсоток |
| ---------- | --------- | -------- |
| українська | 55        | 96.49%   |
| російська  | 2         | 3.51%    |
| Усього     | 57        | 100%     |

## Географія
Село Никонці знаходиться біля витоків річки Сухоносівка, нижче за течією на відстані 1 км розташоване село Журавлине. Поруч проходить автомобільна дорога Н07.

## Історія
12 червня 2020 року, відповідно до Розпорядження Кабінету Міністрів України № 723-р «Про визначення адміністративних центрів та затвердження територій територіальних громад Сумської області» увійшло до складу Садівської сільської громади.
19 липня 2020 року, в результаті адміністративно-територіальної реформи та ліквідації Сумського району(1923—2020), село увійшло до складу новоутвореного Сумського району.